# Diamondback (ракета)
Diamondback — запропонована ракета класу «повітря-повітря» з ядерним озброєнням, яку досліджувала Морська випробувальна станція військово- морського флоту Сполучених Штатів у 1950-х роках. Задумана як збільшена ядерна версія успішної ракети Sidewinder, Diamondback не просунулася далі етапу дослідження.

## Історія розробки
У 1956 році на Морській боєприпасній випробувальній станції (NOTS) у Чайна-Лейк, штат Каліфорнія, почалися дослідження передової розробки ракети повітря-повітря AAM-N-7 (пізніше AIM-9) Sidewinder, яка тоді надходила на озброєння ВМС Сполучених Штатів. Спочатку відома як «Super Sidewinder», програма незабаром отримала назву «Diamondback», продовжуючи тему Чайна-Лейка щодо назви ракет із тепловим наведенням на честь ямових гадюк.
Diamondback мав на меті забезпечити підвищену швидкість, дальність і точність у порівнянні з Sidewinder. Конструкція ракети передбачала її озброєння або потужною безперервною стрижневою боєголовкою, або ядерною боєголовкою малої потужності, остання розроблена відділом спеціальної зброї Чайна Лейк, і яка мала б потужність менше 1 кілотонни тротилу (4,2 ТДж).
Рухова установка мала бути ракетою подвійної тяги на рідкому паливі з використанням гіперголічного палива, яке можна зберігати . Ракетний двигун, запланований для використання в ракеті Diamondback, базувався на двигуні, розробленому NOTS для проєкту Liquid Propellant Aircraft Rocket (LAR).
Незважаючи на те, що дослідження конструкції були багатообіцяючими, у ВМС не було потреби в ракеті такого типу. В результаті проєкт Diamondback був відкинутий; дослідження припинилися приблизно в 1958 році, тоді як на початку 1960-х проєкт вважався «неактивним» і йому дозволили піти в історію.

### Бібліграфія
- Babcock, Elizabeth (2008). Magnificent Mavericks: transition of the Naval Ordnance Test Station from rocket station to research, development, test and evaluation center, 1948–58. History of the Navy at China Lake, California. Т. 3. Washington, DC: Government Printing Office. ISBN 978-0-945274-56-8. Процитовано 13 січня 2011.
- Besserer, C.W.; Hazel C. Besserer (1959). Guide to the Space Age. Englewood Cliffs. NJ: Prentice-Hall. ASIN B004BIGGO6.
- Bowman, Norman John (1957). The Handbook of Rockets and Guided Missiles. Chicago: Perastadion Press. ASIN B002C3SPN2. Процитовано 13 січня 2011.
- Jacobs, Horace; Eunice Engelke Whitney (1962). Missile and Space Projects Guide: 1962. New York: Plenum Press. ASIN B0007E2BBK.
- Parsch, Andreas (2007). (Other): "Missile Scrapbook". Directory of U.S. Military Rockets and Missiles. designation-systems.net. Процитовано 13 січня 2011.